# 遠藤司 (陸上選手)
遠藤 司（えんどう つかさ、1961年11月9日 - ）は、日本の陸上競技（長距離走）選手・指導者。

## 経歴
秋田県平鹿郡平鹿町（現在の横手市）出身。小学校の卒業文集に「オリンピックに出たい」と記したという。秋田県立横手工業高等学校在学中、全国高等学校総合体育大会で男子800メートル走に出場、1分50秒9で優勝。高校3年生の時に早稲田大学競走部の中村清監督と出会い、早稲田大学を目指す。早稲田大学入学後、箱根駅伝に出走、1983年(第59回大会)に10区区間賞を獲得し、1984年(第60回大会)には10区で区間新記録を樹立した。なおこの記録は1999年の第75回大会でコースが変更されるまで区間記録として残り続けた。
1986年に早稲田大学教育学部卒業。ヱスビー食品に入社。全日本実業団駅伝に3回出場（区間賞1回）。また、1988年のソウルオリンピックで男子10000メートル競走に出場した。 
指導者としては、1993年から2004年にかけて早稲田大学競走部コーチを務める。